# Mendenhall Peak
Mendenhall Peak är en bergstopp i Antarktis. Den ligger i Västantarktis. Chile gör anspråk på området. Toppen på Mendenhall Peak är 2 130 meter över havet.
Terrängen runt Mendenhall Peak är kuperad åt nordost, men åt sydväst är den platt. Trakten är obefolkad. Det finns inga samhällen i närheten.